# 櫻並木站

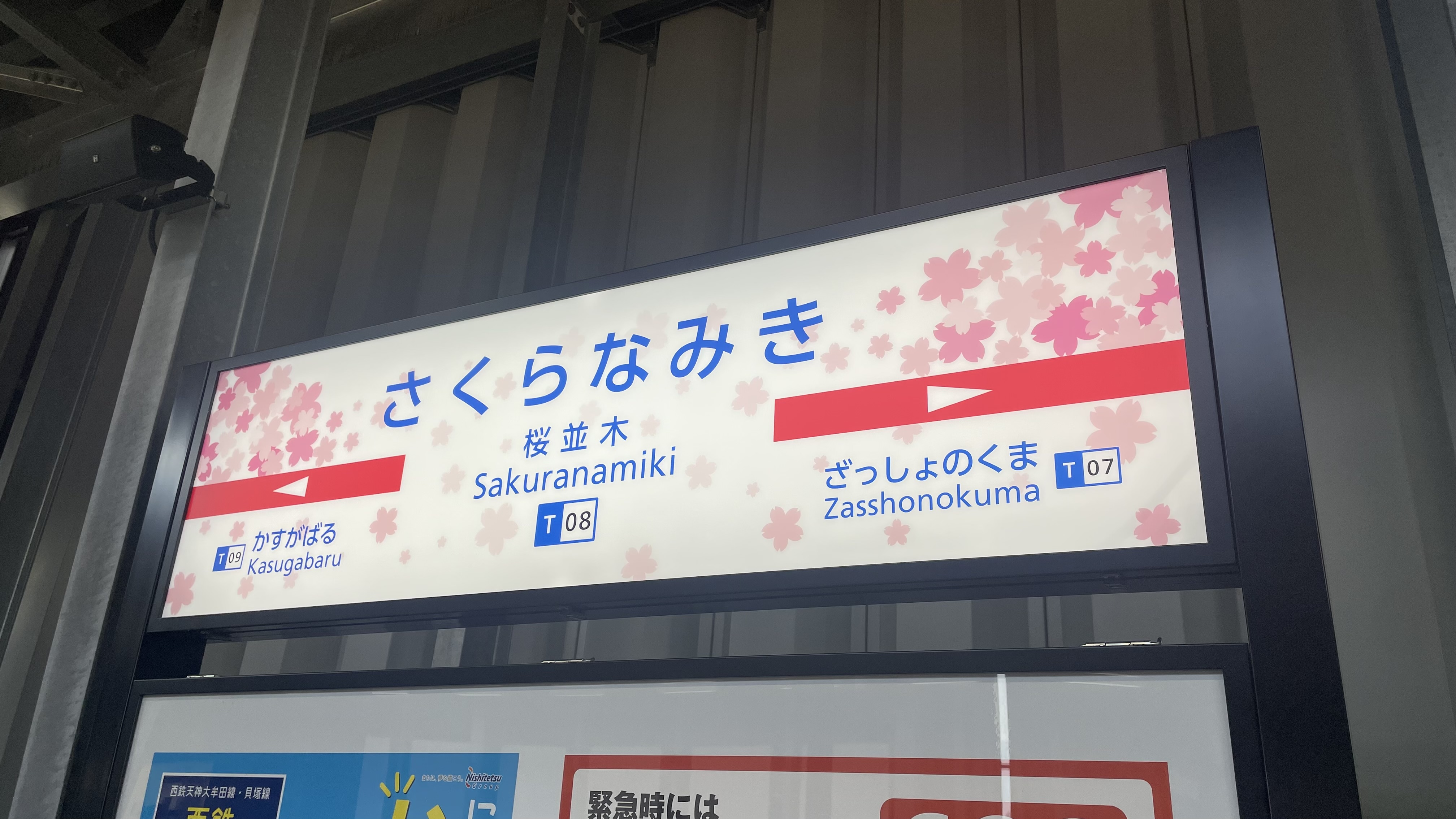
站名牌（2024年3月）

櫻並木站（日语：／ Sakuranamiki eki */?）是位於福岡縣福岡市博多區竹丘町，屬於西日本鐵道天神大牟田線的鐵路車站。車站編號為T08。

## 歷史
隨著雜餉隈站至下大利站之間高架化而計劃建設新車站。當初計劃把雜餉隈站遷移至此處，但是在周邊居民的希望下，變為於此處設置新站。對上一座天神大牟田線新站是在2010年3月27日啟用的紫站（筑紫野市）。
車站部分位置原本是西鐵巴士雜餉隈營業所（現時：竹下營業所雜餉隈車庫）。而本站的站名「櫻並木」並非公開招募，而是取自車站南邊一排由當地居民維護的櫻花樹。

### 年表
- 2010年（平成22年）度：開始進行「西鐵天神大牟田線連続立體交差事業（雜餉隈站附近）」[4]。
- 2021年（令和3年）11月19日：決定車站設計[4]。
- 2022年（令和4年）7月27日：決定站名[7][6]。
- 2024年（令和6年）3月16日：車站啟用[1][3]。

## 車站構造
此站是一座高架車站，設有2面2線的相對式月台。車站為兩層樓高，一樓設有2個驗票口，二樓則是月台。
| 月台 | 路線          | 上下行 | 方向                               |
| ---- | ------------- | ------ | ---------------------------------- |
| 1    | ■天神大牟田線 | 下行   | 二日市、太宰府、久留米、大牟田方向 |
| 2    | ■天神大牟田線 | 上行   | 福岡（天神）方向                   |

## 車站周邊
- 南福岡站 - 九州旅客鐵道（JR九州）鹿兒島本線
- 福岡縣道49號大野城二丈線（日语：福岡県道49号大野城二丈線）
- 西日本鐵道竹下自動車營業所雜餉隈車庫（日语：西日本鉄道雑餉隈自動車営業所）

## 相鄰車站
西日本鐵道
■天神大牟田線
■特急·■急行
通過
■普通
雜餉隈（T07）－櫻並木（T08）－春日原（T09）

## 注腳
1. 1 2 3 4 5 6 7 8 9   (PDF) (新闻稿). 西日本鉄道. 2024-01-19  [2024-01-19]. （原始内容存档 (PDF)于2024-01-19） （日语）.
2. ↑   (新闻稿). 西日本鉄道. 2022-07-27  [2024-01-19]. （原始内容存档于2023-08-29） （日语）.
3. 1 2  山下航. . 西日本新聞 (西日本新聞社). 2024-01-20  [2024-02-06]. （原始内容存档于2024-03-27） （日语）.
4. 1 2 3   (PDF) (新闻稿). 西日本鉄道. 2021-11-19  [2022-12-07]. （原始内容存档 (PDF)于2023-11-30） （日语）.
5. ↑  . FBSニュース (福岡放送). 2024-03-05  [2024-03-05]. （原始内容存档于2024-03-08） （日语）.
6. 1 2  古川剛光. . 西日本新聞 (西日本新聞社). 2022-07-27  [2022-07-27]. （原始内容存档于2024-03-27） （日语）.
7. ↑   (PDF) (新闻稿). 西日本鉄道. 2022-07-27  [2022-12-07]. （原始内容存档 (PDF)于2022-12-07） （日语）.

## 相關項目
- 日本鐵路車站列表 Sa

## 外部連結
- 櫻並木站（日語） - 西鐵電車各站情報網站